# 林富士馬
林 富士馬（はやし ふじま、1914年7月15日 - 2001年9月4日）は、東京府出身の詩人、文芸評論家、医師。俳号は空花。

## 来歴・人物
東京府大曲に生まれ、父母の郷里である長崎県に育つ。長崎では芥川龍之介の門人だった渡辺庫輔と交友。慶應義塾大学文学部在学中に佐藤春夫の門人となり、1935年夏頃、佐藤邸にて太宰治と知り合う。1939年、佐藤春夫の序文を得て、第一詩集『誕生日』（私家版）を刊行（林修平名義）。しかし、薬物中毒や自殺未遂を繰り返す太宰の激しい生き方を見て一度は文学を断念した。
慶應義塾大学を中退して日本医科大学を卒業し、医師となる。1943年、文学青年時代の三島由紀夫と知り、当時まだ無名だった三島の才能を高く評価。後年三島は、回想録『私の遍歴時代』（講談社、1964年）で、「私は日本浪曼派の周辺にゐたことはたしかで、当時二本の糸が、私を浪曼派につないでゐた。一本の糸は、学習院の恩師、清水文雄先生であり、もう一本の糸は、詩人の林富士馬氏であつた」と述べている。
戦前から戦後にかけ『天性』『まほろば』『曼荼羅』『光耀』『プシケ』『新現実』『VIKING』などの同人誌の中心人物として活躍。第二次世界大戦後は小児科医を開業。1958年7月から『文學界』で同人誌評を担当（1980年まで）。この功績により、1979年、駒田信二、小松伸六、久保田正文と共に第27回菊池寛賞を受けた。
1995年、勉誠社より『林富士馬評論文学全集』が刊行された。

## 著書
- 『詩人と風景』東京書籍「東書選書」、1977
- 『行々子 空花俳諧俳論集』東京義仲寺連句会、1978
- 『川柳のたのしみ 俳諧詩としての三六五句』平凡社、1983、ポケット新版1996
- 『偲ぶ草』宮本企画かたりべ叢書、1988
- 『牧野富太郎 植物を愛し研究しつづけた九十余年の生涯』新学社・全家研「少年少女こころの伝記」、1989
- 『十薬 詩集』皆美社、1991
- 『コロンブス 未知の世界にいどみ、一生を海にかけた探検家』新学社・全家研「少年少女こころの伝記」、1992
- 『林富士馬評論文学全集』勉誠社、1995

## 共著
- 『英雄の診断 医学から見た日本史』尾崎秀樹共著 人物往来社 1965
- 『苛烈な夢 伊東静雄の詩の世界と生涯』富士正晴共著　社会思想社・現代教養文庫　1972

### 訳・解説
- 『六韜』教育社 中国古典兵法書 1987／中公文庫 2005

## 評伝
- 志村有弘『林富士馬の文学』鼎書房 2002。小冊子